# Aubert Winsingues

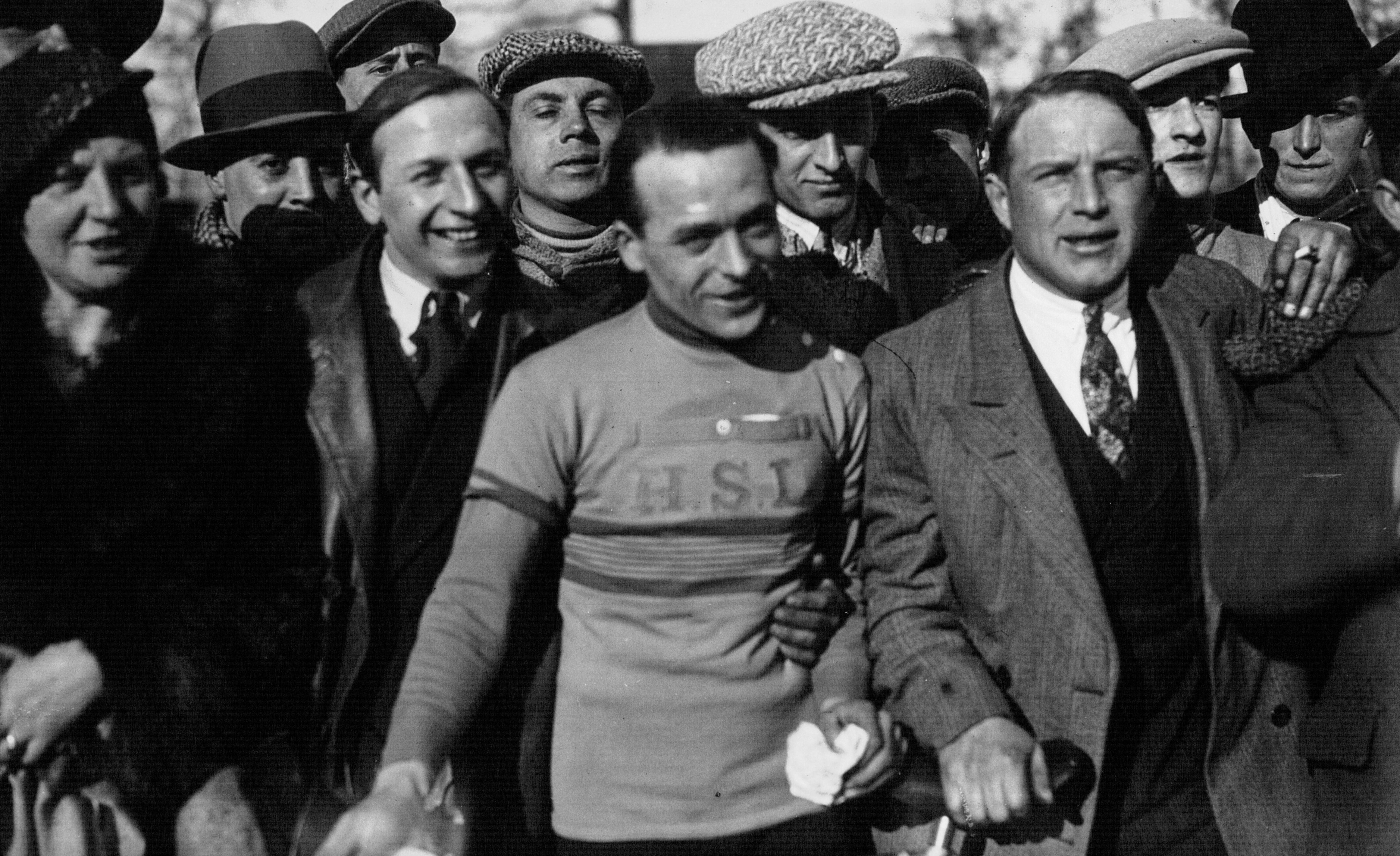
Aubert Winsingues à l'arrivée du Championnat de France inter club de cross cyclo-pédestre 1932

Aubert Winsingues, né le 24 juillet 1906 à Roubaix et mort le 31 mai 1932 à Lille, est un coureur cycliste français.

## Biographie
Aubert Winsingues est né le 24 juillet 1906 à Roubaix, le dernier d'une fratrie de huit enfants.
Il fait ses premières armes a l'Amicale des Arts de Roubaix où il remporte des succès, principalement dans les courses de demi- fond. Plus tard, en raison de la dissolution de son club, il entre aux Halles Sportives Lilloises. Conseillé par Charles Crupelandt, il se révèle excellent routier et bon pistard. Il est a la fois champion de vitesse du Nord, champion du Nord des 100 kilomètres et de cross cycl0-pédestre.
En 1928, il anime une échappée dans le circuit Franco-Belge. Il se distingue dans les régionales de cyclo-cross lors de la saison 1929.
En mars 1930 il finit à la troisième place du championnat de France de cross cyclo-pédestre, derrière Henri Deconink et Camille Foucaux. En février 1931, grâce à  lui, premier, et Henri Deconinck, second, leur club, les Halles Sportives de Lille, remporte le championnat interclubs de cyclo-cross à l'autodrome de Montlhéry,. Le 7 février 1932, il remporte le Critérium International Cyclo-Pédestre,,,, puis il s'essaye au demi-fond.
Le dimanche 29 mai 1932, il participe au "Grand Prix des Comingmen", sur le tout nouveau vélodrome du Croisé-Laroche à Marcq-en-Barœul,,. Il remporte la première manche et termine second dans la deuxième. Il reste six tours à accomplir dans la troisième manche. Winsingues, entrainé par Colombatto, arrive à la hauteur de Maurice Bonney au moment où celui-ci passe Marchetta. À ce moment, le pneu de la moto de Colonna, l'entraîneur de Bonney éclate ; il culbute, renverse Marchetta et son entraîneur Borgatti. Pour éviter Bonney, Colombatto rase la balustrade, serré par la moto de Borgatti et se couche pour ne pas rentrer dans la foule. Winsingues heurte les balustrades,. Il est transporté à l'hôpital Saint-Sauveur, où il ne reprend pas connaissance. Il  souffre d'une double  fracture à la mâchoire, de fractures du crâne et de l'épaule droite. Il sombre dans le coma. Aubert Winsingues meurt le mardi 31 mai 1932,. Il est inhumé au cimetière municipal de Roubaix,.

## Palmarès sur route
- 1925
  - 3e du Circuit franco-belge
- 1928
  - 3e du Circuit franco-belge
- 1930
  - 2e du Circuit du Port de Dunkerque

## Palmarès en cyclo-cross
- 1930
  - 3e du championnat de France de cyclo-cross
- 1931
  -  Champion de France des sociétés de cross cyclo-pédestre[5]
- 1932
  - Critérium international de cross cyclo-pédestre[9]
  - Prix Pierre-André[20],[21]
  - 2e du championnat de France de cyclo-cross[22]